# لوپوس ولگاریس

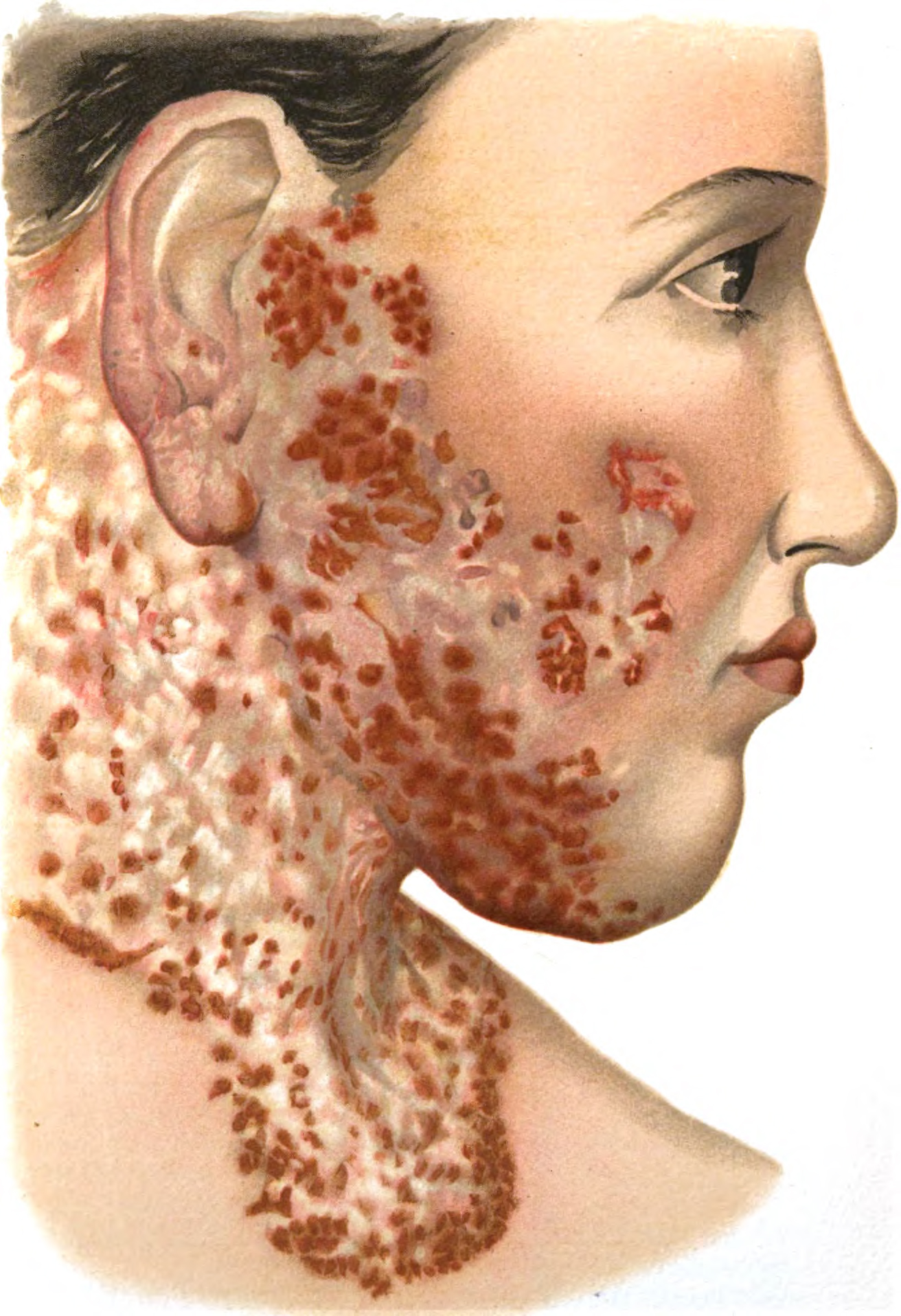
لوپوس ولگاریس(کتاب مقدمه ای بر درماتولوژی)

لوپوس ولگاریس (Lupus vulgaris) نوعی از سل پوستی است.
سل پوستی درصد کمی از تمام موارد سل خارج ریوی را که خود ۱۰٪ کل موارد سل است را شامل می‌شود(۱). به‌طور کلی سل پوستی را به دو گروه عمده تقسیم می‌نمایند: گروه اول سل پوستی با تهاجم حقیقی باسیل به پوست و گروه دوم توبرکولیدها یا واکنش افزایش حساسیت همراه با کانون اولیه در جای دیگر می‌باشد.
شایعترین فرم سل جلدی بسته به منطقه جغرافیایی متفاوت است. اکثر محققین معتقدند که لوپوس ولگاریس شایعترین شکل بالینی سل پوستی است(۲). لوپوس ولگاریس اکثراً به صورت پلاک، فرم تخریبی، گل کلمی، شبه تومورو پاپولوندولر دیده می‌شود. زنان ۲ تا ۳ برابر مردان مبتلا می‌شوند(۵). آب و هوای سرد و مرطوب در ایجاد آن مؤثر است(۱).

## درمان
درمان آن مانند درمان سل است.